# 愛宕山鉄道
愛宕山鉄道（あたごさんてつどう）は、現在の京都府京都市右京区の嵐山駅から清滝駅までの普通鉄道路線（平坦線）と、清滝川駅から愛宕駅までのケーブルカー（鋼索鉄道）を第二次世界大戦前に運営していた鉄道事業者。

## 概要
京阪電気鉄道と京都電燈の共同出資会社であった。
愛宕山の愛宕神社へ向かう参詣路線として建設され、あわせて同社の手により山麓の清滝に清滝遊園地が、また愛宕山にホテルや飛行塔のある愛宕山遊園地、スキー場、テント村などが設置されて賑わった。しかし、世界恐慌の影響で業績が下降したため、京阪電気鉄道と京都電燈の手で再建が試みられた。その後、戦時中に全線が不要不急線に指定され、戦中時の軍需物質不足に伴いレールを軍に供出したことから廃線となり、戦後も復活することはなかった。廃線と同時に、ホテルなどの観光施設もすべて閉鎖され復活することなく自然に還ることとなり、愛宕山地区のリゾート施設は幻と消えてしまった。

## 会社沿革
- 1926年（大正15年）11月25日 - 愛宕登山電気鉄道に対し鉄道免許状下付[2]。
- 1927年（昭和2年）8月1日  - 愛宕登山鉄道を愛宕山鉄道に変更し[3]会社設立[4][5]。
- 1928年（昭和3年）6月 - 平坦線・鋼索線起工。
- 1929年（昭和4年）1月 - 鋼索線建設資材運搬用の貨物用架空索道開業。
- 1929年（昭和4年）  - 平坦線・鋼索線を順次開業。愛宕山にテント村、スキー場を順次開業。
- 1930年（昭和5年）7月20日 - 愛宕山ホテル、飛行塔開業。
- 1944年（昭和19年） - 鋼索線・平坦線を順次廃止。観光設備も閉鎖。
- 1959年（昭和34年）10月31日 - 解散。

戦後、親会社であった京阪神急行電鉄や京福電気鉄道に再建や合併を申し入れたが、両社とも戦後復興に手一杯で支援はできなかった。このため再建を断念し会社を解散している。その後1967年になって「愛宕登山鉄道」という別グループにより鋼索線の再建が発表されたが、実現することはなかった。

## 路線データ
1941年当時
平坦線
- 路線距離：嵐山 - 清滝間3.39km
- 軌間：1435mm（標準軌）
- 駅数：5
- 複線区間：清滝トンネルを挟む区間を除く全線2.94km
- 電化区間：全線（直流600V）変電所設備はなく京都電燈より供給

鋼索線
- 路線距離：清滝川 - 愛宕間2.13km
- 軌間：1067mm（狭軌）
- 駅数：2
- 高低差：638.83m

## 運行概要
1942年9月1日改正当時
平坦線
運行本数：6時半から22時まで終日20分間隔（千日参りの時は臨時便を運行）
所要時間：全線11分
鋼索線
運行本数：7時から19時まで15ないしは30分間隔（千日参りの時は臨時便を運行）
所要時間：全線11分

## 路線沿革
- 1929年（昭和4年）4月12日 - 平坦線、嵐山 - 清滝間開業[7]。
- 1929年（昭和4年）7月25日 - 鋼索線、清滝川 - 愛宕間開業[8]。
- 1941年（昭和16年）4月11日 - 平坦線、国鉄山陰線との交点に嵯峨西駅開設。
- 1943年（昭和18年）12月3日 - 戦時体制により不要不急線指定が下され、廃線対象路線となる。
- 1944年（昭和19年）1月11日 - 平坦線を単線化。
- 1944年（昭和19年）2月11日 - 鋼索線廃止。
- 1944年（昭和19年）12月11日 - 平坦線廃止。

清滝トンネルは戦時下三菱重工業の分工場として航空機の部品工場となっていた。また、鋼索線の機材は傘松ケーブル（天橋立鋼索鉄道）などに転用された。

## 駅一覧
1941年当時
平坦線
嵐山駅 - 嵯峨西駅 - 釈迦堂駅 - 鳥居本駅 - 清滝駅
鋼索線
清滝川駅 - 愛宕駅
嵐山駅は京都電灯本線（現、京福電気鉄道嵐山本線）の嵐山駅に併設されていた。現在の1番線に発着していた。
清滝駅は、清滝トンネルを出てすぐのところにあり、清滝川駅には、徒歩で、清滝川に架かる橋を渡る必要があった。
愛宕駅から愛宕神社までは距離があったため、索道（ロープウェイ）の建設も計画されていたが実現しなかった。

## 接続路線
1941年当時
- 嵐山駅：京都電灯本線（現、京福電気鉄道嵐山本線）、京阪電気鉄道（現、阪急電鉄）嵐山線（京阪嵐山駅）
- 嵯峨西駅：鉄道省（現、JR西日本）山陰本線（嵯峨駅、現在の嵯峨嵐山駅）

## 輸送・収支実績
| 年度 | 平坦線乗客（人） | 鋼索線乗客（人） | 営業収入（円） | 営業費（円） | 益金（円） | その他益金（円） | その他損金（円）           | 支払利子（円） |
| ---- | ---------------- | ---------------- | -------------- | ------------ | ---------- | ---------------- | -------------------------- | -------------- |
| 1929 | 529,752          | 183,298          | 123,815        | 74,002       | 49,813     |                  | 486                        | 28,952         |
| 1930 | 557,317          | 303,655          | 147,238        | 131,283      | 15,955     | 土地遊園地937    |                            | 78,232         |
| 1931 | 453,611          | 236,122          | 109,839        | 74,637       | 35,202     |                  | 雑損160遊園地7,931         | 88,791         |
| 1932 | 381,803          | 198,099          | 90,216         | 61,638       | 28,578     |                  | 雑損88遊園地土地9,608      | 97,109         |
| 1933 | 448,184          | 229,896          | 101,381        | 73,604       | 27,777     | 遊園土地677      | 雑損56                     | 84,604         |
| 1934 | 463,882          | 235,054          | 103,302        | 63,535       | 39,767     | 遊園地163        |                            | 85,279         |
| 1935 | 447,891          | 234,516          | 103,403        | 62,196       | 41,207     |                  | 遊園地8,595                | 85,234         |
| 1936 | 509,750          | 257,865          | 135,506        | 60,154       | 75,352     | 土地遊園589      | 雑損償却金7,841            | 68,100         |
| 1937 | 447,194          | 229,524          | 128,255        | 58,429       | 69,826     | 土地遊園地1,668  | 償却金5,251土地遊園地1,309 | 64,934         |
| 1939 | 593,211          | 249,690          |                |              |            |                  |                            |                |
| 1941 | 733,694          | 303,950          |                |              |            |                  |                            |                |
| 1943 | 695,947          | 294,384          |                |              |            |                  |                            |                |

- 鉄道統計資料、鉄道統計、国有鉄道陸運統計各年度版

## 車両
平坦線
愛宕山鉄道と同じく京阪と資本関係のあった新京阪鉄道が架線電圧を昇圧した際、不要となった木造電車P-1形5両（北大阪電気鉄道が1921年の開業時に用意した車両）を愛宕山鉄道に譲渡した。愛宕山鉄道では1から5の番号を付けられ、廃線まで使用された。廃止後は京阪大津線に3両、京福永平寺線に2両が移籍し、いずれも1960年代まで使われた。
鋼索線
東洋車輌製（台車はギーゼライベルン社製）の1・2が製造され、廃線まで使用された。

## 廃線跡の現状

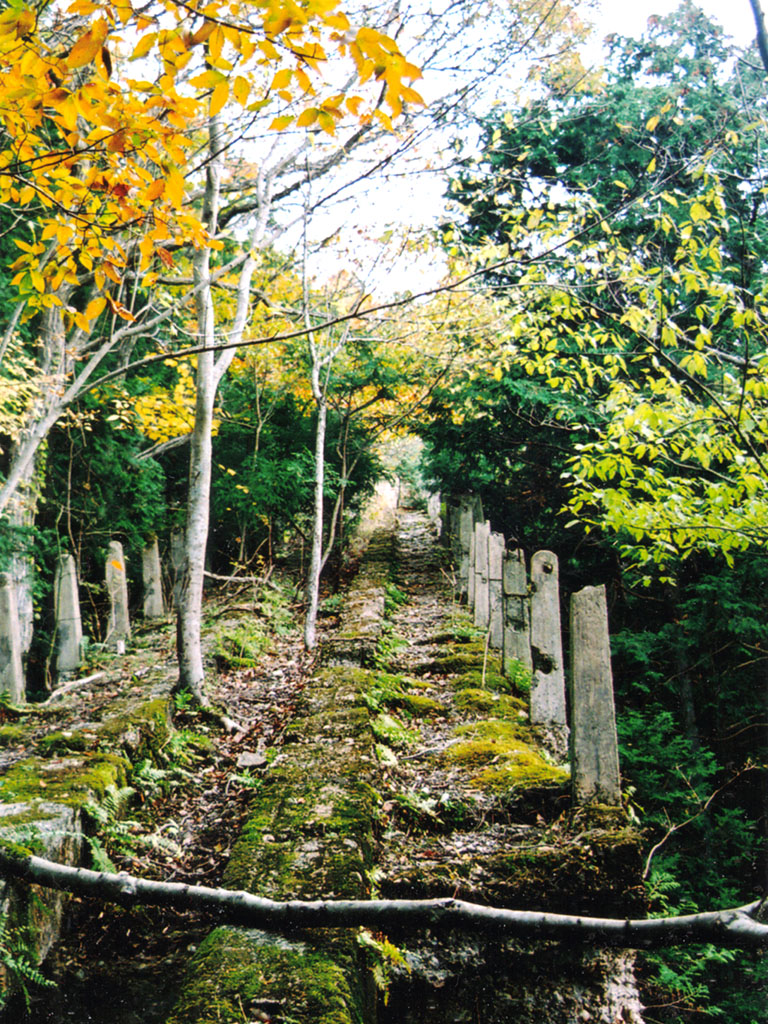
廃線跡

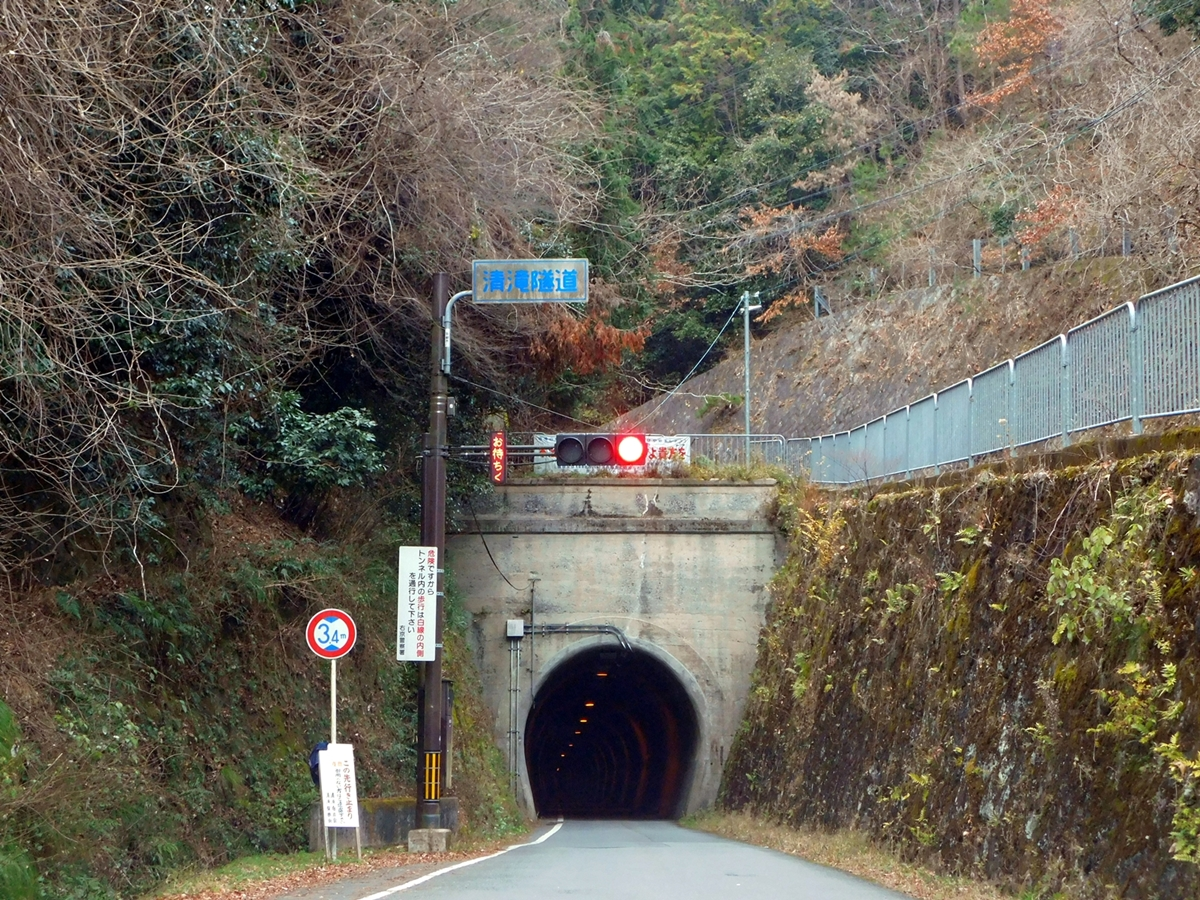
清滝トンネル

平坦線の跡地は清滝道（京都府道29号宇多野嵐山山田線、京都府道137号清滝鳥居本線）として道路に改修され、現在は京都バス嵐山営業所のバス路線が運行されている。また平坦線の遺構として単線トンネルの清滝トンネルが残存しており、片側交互通行で道路に転用されている。鳥居本駅跡には、1963年頃までホーム跡が残っていたが、嵐山-高雄パークウエイ建設の頃、道路拡幅で撤去された。また、JR山陰本線を越える橋梁の土台（橋台）も残っていたが、山陰本線複線電化の折に、これも撤去された。
鋼索線の遺構も清滝川駅跡地や線路跡、愛宕駅の駅舎建物などが残存しているが、愛宕駅舎は崩壊しかけており、また6つあるトンネルのうち2つは内部が崩壊していて、非常に危険な状態になっている。橋梁などその他のコンクリート製構造物も風化が進んでおり崩壊の危険がある。中には片側が完全に崩壊している（レールのセメントは現存）ものもある。
鋼索線の廃線跡を愛宕神社への上級者向け登山道の一つとして通行する者がいるが、一部区間は崩壊などの理由で立ち入り禁止となっている。

## その他
1937年公開の日独合作映画『新しき土』は、愛宕山鉄道で撮影が行われている。
種村直樹は著書の中で、1992年ごろに「愛宕山ケーブル」という会社の電話番号が京都市内のタウンページに掲載されていたことを報告している。前述の通り愛宕山鉄道は1959年に解散しているため、「愛宕山ケーブル」と愛宕山鉄道とは直接のつながりはないものと考えられるが、前述の1967年に鋼索線を再建しようとしていた別グループの会社なのかどうかは不明である。
また、1960年代に全日本モノレール電鉄が旧平坦線に並行してモノレールを建設する計画を立てたが、結局実現することはなかった。
2017年11月22日のフジテレビ「世界の何だコレ⁉ミステリー〜見逃せない衝撃シーン! 謎を直撃3時間SP〜」（19時 - 21時54分放送）内で、鋼索線の愛宕駅の現状や廃線状況が放送された。